# Kufi (couvre-chef)
Pour les articles homonymes, voir Kufi (homonymie).

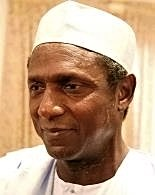
Le président du Nigeria Umaru Yar'Adua portant un Kufi.

Le kufi est un bonnet destiné aux hommes et porté principalement en Afrique de l'Ouest, bien qu'il soit également porté parfois dans d'autres régions d'Afrique, ainsi qu'en Asie. L'équivalent du kufi dans l'archipel des Comores en Afrique de l'Est est le kofia.
Il symbolise l'âge et la sagesse.